# Skebokvarn
Skebokvarn – miejscowość (tätort) w Szwecji, w regionie administracyjnym (län) Södermanland (gmina Flen).
W 2015 roku Skebokvarn liczył 207 mieszkańców.

## Położenie
Położona w prowincji historycznej Södermanland, ok. 8 km na wschód od Flen, przy drodze krajowej nr 57 (Riksväg 57; Järna – Katrineholm) oraz linii kolejowej Västra stambanan.

## Demografia
Liczba ludności tätortu Skebokvarn w latach 1960–2015:
Uwagi: W 2010 roku miejscowość klasyfikowana przez SCB jako småort.